# シャーム・ウィングス航空
シャーム・ウィングス航空（英語：Cham Wings Airlines、アラビア語: أجنحة الشام للطيران）はシリアの格安航空会社である。スローガンは「Fly Beyond The Limits」。

## 歴史
- 2008年1月31日に、ダマスカス－バグダード間で運航を始めた。当初は不定期チャーター便のみ運航した。
- シリアでの騒乱を受けて、2012年に事業を一時停止した。

- 2014年、定期便の運航許可を取得し、シリアで2番目の国営航空会社となった。
- 2016年には、シリア政府に支援を提供したとして、米国の制裁の対象となった[1][2]。
- 2021年12月、ベラルーシとポーランドの国境に移民を空輸し、危機を悪化させたとして、欧州連合(EU)はから制裁を科された[3]。
- 2025年1月7日に運航を再開。

## 就航都市
シリア国内
- ダマスカス
- アレッポ

中東
- クウェート：クウェートシティ

## 機材
2025年5月現在
| 機種             | 保有数 | 座席数 | 座席数 | 座席数 |
| 機種             | 保有数 | C      | Y      | 計     |
| ---------------- | ------ | ------ | ------ | ------ |
| エアバスA320-211 | 4      | 8      | 156    | 164    |
| エアバスA320-211 | 1      | 0      | 174    | 174    |

## その他
2025年の時点で、航空会社はシリア代表バスケットボールチームの公式ジャージスポンサー。